# Flowers of Romance (singolo)
Flowers of Romance è un singolo del gruppo musicale inglese Public Image Ltd., pubblicato il 27 marzo 1981 come unico estratto dall'album The Flowers of Romance.
La versione estesa del 12" è in realtà due canzoni considerate come un'unica traccia: la versione del singolo seguita dalla versione strumentale.
Scrivendo nel 2002, lo scrittore Garry Mulholland descrisse la canzone come "il disco più strano degli ultimi 25 anni, forse di sempre".
NME lo classificò al 41º posto tra i migliori singoli dell'anno.

## Tracce

### 7"
Lato 1
1. Flowers of Romance - 2:50 (Levene, Lydon)

Lato 2
1. Home Is Where the Heart Is - 7:33 (Public Image Ltd.)

### 12"
Lato A
1. Flowers of Romance (Extended Version) - 5:36

Lato B
1. Home Is Where the Heart Is - 7:21

## Classifiche
| Classifica (1981) | Posizione massima |
| ----------------- | ----------------- |
| Irlanda           | 19                |
| Regno Unito       | 24                |